# Shekulli
Shekulli (alb. „Wiek”) – największy dziennik albański, wydawany przez Wydawnictwo Prasowe Spektër, własność Koço Kokëdhimy, jednego z najbogatszych biznesmenów Albanii. Jest wydawany od roku 1997 i już po kilku miesiącach stał się najpoczytniejszym dziennikiem w kraju. Jest jedyną albańską gazetą, posiadającą dostępne dla każdego archiwum cyfrowe. Wiele miejsca zajmują w nim tematy ogólnonarodowe.
Redaktorem naczelnym jest Janina Ened.